# Campeonato Sergipano de Futebol de 1988
O Campeonato Sergipano de Futebol de 1988 foi a 65º edição da divisão principal do campeonato estadual de Sergipe. O campeão foi o Confiança que conquistou seu 11º título na história da competição.

## Premiação
| Campeonato Sergipano de 1988   |
| Aracaju                        |
| ------------------------------ |
| Confiança Campeão (11º título) |